# Kosova Press
Kosova Press је новинска агенција основана 4. јануара 1999. године, у време рата на Косову и Метохији. Објављује вести на албанском и енглеском језику.